# Pierre Guillaume Gicquel des Touches
Pierre Guillaume Gicquel des Touches (* 20. April 1770 in Dinard, Frankreich; † 17. Dezember 1824 in Saint-Malo, Frankreich) war ein französischer Marineoffizier und Aristokrat, Teilnehmer der Baudin-Expedition und zuletzt Generaladjutant der holländischen Marine in Batavia im Jahr 1808.

## Biografie
Gicquels Eltern waren Pierre Gilles Gicquel, Sieur des Touches, Domänenverwalter des Herzogs von Penthièvre, und Louise Thomasse Le Blanc. Er war der Bruder von Auguste Marie Gicquel des Touches, (1785–1855), Kapitän zur See und Hafenmeister von Brest.
Bereits im Alter von sechs Jahren begann er, auf den Schiffen seines Vaters zu segeln. 1788 trat er als Aspirant an Bord der Fregatte Activ in die französische Marine ein und war von 1788 bis 1790 in der Karibik und anschließend in Nordamerika eingesetzt. An der Expedition von Joseph Bruny d’Entrecasteaux, die ab 1791 unter anderem den Verbleib des französischen Entdeckers Jean-François de La Pérouse klären sollte, nahm Gicquel als zweiter Steuermann an Bord von La Recherche teil. Auf der Rückfahrt verblieb er zunächst auf der Île de France und nahm an Einsätzen gegen britische Schiffe teil.
1793 wurde er zum Enseigne de Vaisseau (Fähnrich) ernannt, erfuhr dies aber erst, als er nach Frankreich zurückgekehrt war. Im Juni 1799 erhielt er dann die Beförderung zum Lieutenant de Vaisseau (Leutnant zur See). Im Oktober 1800 ging Gicquel an Bord der Korvette Le Géographe als Mitglied der von Nicolas Baudin geleiteten Expedition in die Südlichen Territorien. Die wissenschaftliche Expedition erforschte nach Zwischenstopps auf Teneriffa und auf der Île de France die Süd- und Westküste des heutigen Australiens, das damals Neu-Holland hieß, sowie Tasmanien und Timor, kehrte dann zur Île de France zurück und fuhr an Afrika entlang, bis sie 1804 in Lorient ankam. Gicquel verließ die Expedition allerdings bereits 1802 auf den Kanarischen Inseln, wo er im gleichen Jahr heiratete. Weiterhin nahm er seinen Abschied aus der französischen Marine und war bis 1807 im Handel im Südatlantik und im Indischen Ozean tätig.
Im September 1807 bat Marschall Daendels, der am 1. Januar 1808 zum Generalgouverneur von Niederländisch-Indien ernannt worden war und auf der Reise dorthin in Santa Cruz de Tenerife Station machte, Gicquel, sein Adjutant (Aide-de-camp) zu werden.
1808 wurde er zum Capitaine de Vaisseau (Kapitän zur See) und Generaladjutanten der holländischen Marine auf Java ernannt. Am 17. September 1811 wurde er bei der Kapitulation der Insel gegenüber Großbritannien gefangen genommen und erst im Juni 1814 freigelassen. Während der Restauration erhielt er seine Wiedereinstellung in die Marine, schied aber bereits 1816 wieder aus dem aktiven Dienst aus. Er starb 1824 in Saint-Malo.

## Werke
- Tables comparatives des principales dimensions des bâtimens de guerre français et anglais. Bachelier. Paris. 1817.
- Traité des manœuvres courantes et dormantes composant le gréement des bâtimens marchands de différentes espèces... suivi... d’un vocabulaire de termes de marine en français, anglais, espagnol et hollandais. Simonet. Paris. 1818.